# マークスの山
『マークスの山』（マークスのやま）は、高村薫の小説。警部補である合田雄一郎を主人公とした推理小説。合田雄一郎シリーズの第1作にあたる。
1993年3月に早川書房で単行本として刊行された。のち、2003年1月に講談社より文庫判が上下2巻で刊行された。文庫本化にあたっては全面改稿されている。その後、2011年8月に講談社版を底本として新潮社からも文庫判が上下2巻で刊行された。
小説の累計販売部数は100万部を超え、大ベストセラーとなった。
1995年4月に崔洋一監督、中井貴一・萩原聖人主演で映画化され、2010年10月にWOWOW連続ドラマW枠で上川隆也主演でテレビドラマ化された（なお、両方とも原作との相違点がある）。
小説は、第109回（1993年上半期）直木賞を受賞、1993年に「このミステリーがすごい!」1994年版国内編第1位を獲得した。

## あらすじ
南アルプス夜叉神峠で起こった親子心中事件で生き残った少年が、その後成長して「マークス」を名乗り、連続殺人を犯す。「マークス」には、ある事件に関係するキーワードが隠されていた。

## 登場人物

### 犯行とその関連人物
水沢裕之
神奈川県横浜市出身。両親に車で南アルプス夜叉神峠に連れて来られ排気ガス心中するも、奇跡的に助かる。しかし、一酸化炭素中毒のために重度の統合失調症になり、病院に入退院を繰り返す。3年毎に精神に変調を来し、この際に表れる人格が「MARKS」。一時豆腐屋の夫妻の養子となり、改姓していた。代官山で窃盗を働き府中刑務所に送られる。普段は入院時の担当看護師・高木真知子（後述）のアパートで暮らしている。
高木真知子
東京・金町にある第一病院の看護師。水沢が千葉県松戸市の病院に入院中に知り合う。水沢を最も手厚く看護した。ある日、水沢と落ち合った時に暴力団員から発砲を受け重傷を負う。
岩田幸平
南アルプスの作業小屋に暮らしていた建設作業員。幻覚に襲われ、小屋にやってきた登山者を撲殺し逮捕された。府中刑務所収監中に、水沢から自らの殺人事件に関する刑事裁判の再審請求を出すよう入れ知恵される。

### MARKS関連
木原郁夫
名門私立大学である暁成大学の理事長。暁成大学法学部卒。在学中は山岳部（蛍雪山岳会）に属していた。暁成大学創始者の家系の出身であり、大学を拠点とする過激派学生運動勢力の排除に尽力していた。「K」。
松井浩司
法務省刑事局刑事課長。暁成大学法学部卒。大学時代は暁成大学きっての秀才として通っていた。司法試験合格直後に人身事故を起こすも、木原の力により不問に付された。「M」。
林原雄三
渋谷で林原法律事務所を営む弁護士。暁成大学法学部卒。女癖が悪く、人妻を妊娠させたことがある。大学時代から秀才であったが、上記の女癖の悪さがたたって松井よりも司法試験の合格が遅れた。「R」（“はやしはら”ではなく“りんばら”）。
浅野剛
浅野病院院長。暁成大学医学部卒。裏口入学の過去があり、負い目を感じながら学生生活を送っていたときに木原と知り合う。癌になり、浅野自身も関わった事件の真相を遺書に記し、自殺した。「A」。
佐伯正一
佐伯建設社長。暁成大学経済学部卒。木原の妹と付き合っていた際、身分の差があるために木原家の縁者から結婚を反対されていたが、木原の力により無事結婚を果たした。「S」。
野村久志
左翼活動家。暁成大学法学部卒業後、京都大学大学院に進学。木原はこの野村に対しある恐れを抱いている。木原達五人と登った南アルプスで原因不明の死を遂げ、遺体を山中に埋められた。文庫版とドラマ版では性格、人物像が大きく異なる。
畠山宏
住田会系吉富組元組員。連続殺人事件の第一被害者でもある。林原からの依頼で水沢を殺しに赴くも、返り討ちにあう。

### 捜査関係者
合田雄一郎
警視庁警部補。刑事部捜査第1課第3強行犯捜査第7係主任。33歳。刑事歴10年。剣道3段。
大学法学部卒業後、警視庁巡査拝命。各警察署と捜査第1課を行き来した後現在に至る。警視総監賞を数回受賞。警察官職務執行法に忠実な、忍耐の塊とも言うべき優秀な刑事。
大阪市東住吉区出身。大阪府立天王寺高等学校1年生の際に外勤警察官だった父親が病死したため、母親の故郷である東京に移る。後述の加納祐介とは大学の同期で登山のパートナーである。大学時代に加納と共に司法試験を受験するも、合田は失敗。離婚歴があり、元妻は加納の双子の妹である。時に関西弁を交えてしゃべることがある。
ズック靴を愛用しており、帰宅後靴を洗いながら1日の記憶を整理する。
森義孝
警視庁巡査部長。刑事部捜査第1課第3強行犯捜査第7係係員。30歳。
上野警察署から捜査第1課へ配属された。整髪料など、揮発性化学物質へのアレルギー（匂いを嗅ぐとくしゃみが止まらなくなる）があるが、内部では公にされていない。合田としかコンビを組まない。『森蘭丸』をもじった“お蘭”というニックネームを付けられている。
吾妻哲郎
警視庁警部補。刑事部捜査第1課第3強行犯捜査第7係主任。36歳。
東京大学法学部卒業後、警視庁巡査拝命。被疑者の精神を切り刻むことに愉悦を覚えているゆえ、ドストエフスキーの小説「罪と罰」に登場する予審判事ポルフィーリィ・ペトローヴィッチから拝借した“吾妻ポルフィーリィ”と、童顔であることから付けられた“ペコ”というニックネームがある。現場に出る時は玉虫色のトレンチコート（通称ハレンチコート）を着る。小柄で、下腹部が出始めている。
有沢三郎
警視庁巡査部長。刑事部捜査第1課第3強行犯捜査第7係係員。35歳。
現場に一二を争うほど早く到着することから、あだ名は風の又三郎にちなみ“又三郎”。捜査第1課一のイケメンを自称。
肥後和巳
警視庁巡査部長。刑事部捜査第1課第3強行犯捜査第7係係員。43歳。
鹿児島県出身ゆえ、“薩摩”というニックネームを付けられている。老獪さにおいて右に出るものはない。多摩に自宅があるものの、時に荻窪の愛人宅から現場に向かうことがある。愛人宅帰りの日には決まってミスをする。
広田義則
警視庁巡査部長。刑事部捜査第1課第3強行犯捜査第7係係員。35歳。柔道五段。
秋田県出身で、色白にもち肌。トレンチコートには岩波新書かジュリスト（文庫版ではジュリストではなく澁澤龍彦の作品）のどちらかが入っている。ある理由から、ニックネームは“雪之丞”。
松岡譲
警視庁巡査。刑事部捜査第1課第3強行犯捜査第7係係員。
7係で唯一の20歳代。明るくで体力もある。金ボタンを付けたブレザーを着て現場に来ており、上司の合田にとって少々頭の痛い問題である。ニックネームは“ジュウシマツ”。
林省三
警視庁警部。刑事部捜査第1課第3強行犯捜査第7係長。53歳。
胃の切除手術を受けるも現場復帰を果たす。ニックネームは“モヤシ”。刑事部の上層部と部下との間で板ばさみになることが多い。
花房
警視庁警視。刑事部捜査第1課課長。
竹内
警視庁警視。刑事部捜査第1課管理官。
裏で付いたニックネームは“チュウシンの竹内”。その理由は名付け親の吾妻によれば、「忠臣の鑑で上司への注進を欠かさず、自己中心だから」。
吉原康
警視庁警部。刑事部捜査第4課係長。
須崎靖邦
警視庁警部補。刑事部捜査第1課第3強行犯捜査第10係主任。
合田とは何かにつけ衝突する。
寺島純一
警視庁警部補。刑事部捜査第1課第3強行犯捜査第10係主任。
沢木
警視庁警部。刑事部捜査第1課第3強行犯捜査第10係係長。
加納祐介
東京地方検察庁特別捜査部検事。茨城県水戸市出身。合田とは大学の同期であり登山のパートナーである。双子の妹・貴代子は合田の元妻。貴代子が原発反対運動に関わっていたとされ、その事がきっかけになり福井地方検察庁へ左遷。その後京都などの地方勤務を経て、東京地検特捜部に赴任した。合田の自宅の合鍵を持ち、暇を見ては部屋の掃除や服のアイロンがけをしている。
佐野
山梨県警部。本部刑事部捜査第1課長補佐。
南アルプスの死体遺棄事件捜査本部の指揮官。生まれ育ちは山梨県中巨摩郡櫛形町。若い頃は登山を趣味とするが、従兄弟を雪崩で亡くし、その後は登山をしなくなった。二人の子供の父親でもある。
戸部
山梨県巡査部長。本部刑事部捜査第1課。
山岳救助隊員OBで佐野同様山に馴染みがある。“トッポ”というニックネームが付いている。二児の父親。
水野
警視庁警視。碑文谷警察署長。キャリア組である。

## 書籍情報
- 単行本 (早川書房) : 1993年3月24日 ISBN 9784152035530[2]
- 文庫本<上> (講談社文庫) : 2003年1月24日 ISBN 9784062734912[3]
- 文庫本<下> (講談社文庫) : 2003年1月24日 ISBN 9784062734929[4]
- 文庫本<上> (新潮文庫) : 2011年8月1日発行、ISBN 9784101347196[5]
- 文庫本<下> (新潮文庫) : 2011年8月1日発行、ISBN 9784101347189[6]

## 映画
松竹によって映画化され、1995年4月22日に公開された。映画化にあたり、原作からは設定が一部変更されている。
主演は中井貴一、萩原聖人、共演は名取裕子、小林稔侍、古尾谷雅人他。監督は崔洋一。
露骨な性描写や同性愛表現、バイオレンス表現が含まれており、R-15指定での公開となった。
映画は1997年2月にアミューズよりビデオ発売された。DVD化はされていない。

### キャスト（映画）
犯人とその関連人物
水沢裕之 - 萩原聖人：両親との一家心中の際に負った精神障害が元で精神病院に入院。退院後、入院中に親切にしてくれていた看護師の高木真知子に会いに行く。
高木真知子 - 名取裕子：看護師。水沢が入院中に知り合う。水沢の退院後、恋人関係となる。

修学院大学卒業生
松井浩司 - 伊藤洋三郎：法務省刑事局刑事課長。連続殺人事件の第二被害者。「M」。
浅野剛 - 菅原大吉：水沢が精神病院に入院していたときの同室患者。水沢とは肉体関係を持っていた。入院中、日記に綴っていたマークスの過去の秘密を水沢に明かす。「A」。
林原雄三 - 小林稔侍（青年時：豊原功補）：渋谷で林原法律事務所を営む弁護士。「R」。
木原郁夫 - 岸部一徳：私立修学院大学理事長。「K」。
佐伯正一 - 角野卓造：佐伯建設社長。「S」。
野村久志 - 小須田康人：左翼活動家。南アルプスで原因不明の死を遂げ、遺体を山中に埋められた。「N」。

捜査関係者
合田雄一郎 - 中井貴一：警視庁警部補。刑事部捜査第1課強行犯捜査第7係主任。33歳。刑事歴10年。剣道3段。
林省三 - 笹野高史：警視庁警部。刑事部捜査第1課強行犯捜査第7係長。53歳。合田の上司。
吾妻哲郎 - 小木茂光：警視庁警部補。刑事部捜査第1課強行犯捜査第7係主任。36歳。通称ペコ。
森義孝 - 西島秀俊：警視庁巡査部長。刑事部捜査第1課強行犯捜査第7係係員。30歳。通称お蘭。
有沢三郎 - 遠藤憲一：警視庁巡査部長。刑事部捜査第1課強行犯捜査第7係係員。35歳。通称又三郎。
肥後和巳 - 古尾谷雅人：警視庁巡査部長。刑事部捜査第1課強行犯捜査第7係係員。43歳。鹿児島県出身。
花房 - 前田吟：警視庁警視正。刑事部捜査第1課課長。
竹内 - 岩松了：警視庁警視。刑事部捜査第1課管理官。
吉原康 - 塩見三省：警視庁警部。刑事部捜査第4課係長。
須崎靖邦 - 萩原流行：警視庁警部補。刑事部捜査第1課強行犯捜査第10係主任。
寺島純一 - 寺島進：警視庁警部補。刑事部捜査第1課強行犯捜査第10係主任。
監察医 - でんでん

その他
畠山宏 - 井筒和幸：住田会系吉富組元組員。連続殺人事件の第一被害者。
西山富美子 - 江口尚希：畠山宏の愛人。
須崎の妻 - 宮崎美子：須崎靖邦の妻。
片桐義勝 - 大杉漣：自称「皇民憂国会」会長。須崎をナイフで刺した。
山口 - 岸谷五朗：吉富組組員。金の受け渡し及び真知子の銃撃を行う。
佐多 - 松岡俊介

### スタッフ（映画）
- 製作：中川滋弘・宮下昌幸・大脇一寛
- プロデューサー：田沢連二
- 企画プロデューサー：榎望
- 監督：崔洋一
- 脚本：丸山昇一、崔洋一
- 撮影：浜田毅
- 美術：今村力
- 編集：後藤彦治、奥原好幸
- 音楽：ティム・ドナヒュー
- プロデューサー補：水ノ江知丈
- 音楽プロデューサー：石川光、佐々木麻美子
- 助監督：中嶋竹彦
- 特殊メイク：原口智生
- アクションコーディネーター：二家本辰巳
- 製作：松竹、アミューズ、丸紅

## テレビドラマ
2010年10月17日から11月14日まで、WOWOWの連続ドラマW枠で放送された。
主演は上川隆也、共演は高良健吾、戸田菜穂他。テレビドラマ化にあたり、原作からは設定が一部変更されている。
このドラマは東阪企画がテレビドラマ化原作権取得後、地上波のテレビ局を相手にセールスしていたが、心の病を抱えた犯人の設定が原因で、いずれの地上波テレビ局も難色を示して長く企画が通らない中、有料放送のWOWOWにて企画が成立することとなった。放送後の反響は凄まじく、WOWOWの視聴数の記録を更新するに至った。
ラストの北岳山頂のシーンは、実際は南アルプスの2,300m級の山で撮影されたが、山梨県警警部役の大杉漣は高山病にかかりかけ、酸素ボンベを使用して撮影に臨んだ。
大杉、小木は1995年の映画化に引き続き、15年の歳月を経て同じ原作のドラマ化作品に出演した。
ドラマは2011年6月にソニー・ピクチャーズによりDVD化された。

### キャスト（テレビドラマ）
犯人とその関連人物
水沢裕之 - 高良健吾: マークスと名乗る男。
高木真知子 - 戸田菜穂: 水沢の恋人。看護師。
岩田幸平 - 石橋蓮司:　元建設作業員。窃盗で水沢とともに医療刑務所に収監されている。

マスコミ
根来麻美 - 小西真奈美: 「週刊潮流」記者。
滝沢寛治 - 相島一之: 「週刊潮流」編集長。

暁成大学
松井浩司 - 矢島健一: 法務省刑事課長。
浅野剛 - 山崎一: 浅野総合病院院長。
林原雄三 - 小日向文世:日弁連理事弁護士。かつて畠山を弁護した。
林原美由紀 - 国分佐智子:林原の妻。
木原郁夫 - 升毅: 暁成大学理事長。
佐伯正一 - 佐野史郎:　佐伯中央建設社長。

捜査関係者
合田雄一郎 - 上川隆也: 捜査一課七係警部補。
加納祐介 - 石黒賢: 東京地検特捜部検事。合田の大学時代からの友人。
加納貴代子 - 鈴木杏樹: 加納祐介の妹。合田の元妻。
小杉朋久 - 嶋田久作: 東京地検特捜部副部長。加納の上司。
林省三 - 螢雪次朗: 捜査一課七係警部。
吾妻哲郎 - 甲本雅裕: 捜査一課七係警部補。
森義孝 - 袴田吉彦: 捜査一課七係刑事。
広田義則 - 杉崎真宏: 警視庁巡査部長。
肥後和巳 - 大高洋夫: 警視庁巡査部長。
竹内勉 - 木村靖司: 警視庁警視。
有沢三郎 - 葛山信吾: 捜査一課七係刑事。
須崎靖邦 - 小木茂光: 捜査一課十係警部補。
吉原 - 南条弘二: 捜査四課警部。
戸部伸也 - 草野康太: 山梨県警巡査部長。
佐野国男 - 大杉漣: 山梨県警警部。

その他
畠山宏 - 池田成志: 芹澤会系暴力団元組員。
寺島忠 ‐ 大西武志
西野富美子 - 伊藤裕子: 畠山の女。
今井 ‐ 野村修一:渋谷北署刑事。
看護師 ‐ 滝沢涼子
リポーター - 中村直美

### スタッフ（テレビドラマ）
- 原作 - 高村薫『マークスの山』（講談社文庫刊）
- 監督 - 水谷俊之、鈴木浩介
- 脚本 - 前川洋一
- 音楽 - 澤野弘之
- ロケ協力 - 志賀高原観光協会、山ノ内町役場観光商工課、横手山リフト、嬬恋村フィルムコミッション、小諸フィルムコミッション、富士の国やまなしフィルムコミッション、東御市観光協会、南アルプス市観光商工課 ほか
- サウンドデザイン - 石井和之
- 技斗 - 瀬木一将
- 技術協力・VFX - オムニバス・ジャパン
- 美術協力 - 東京美工
- プロデューサー - 青木泰憲、土橋覚
- 制作協力 - 東阪企画
- 製作著作 - WOWOW

### 放送日
| 放送回 | 放送日   | サブタイトル | 監督     |
| ------ | -------- | ------------ | -------- |
| 第1話  | 10月17日 |              | 水谷俊之 |
| 第2話  | 10月24日 |              | 鈴木浩介 |
| 第3話  | 10月31日 |              | 水谷俊之 |
| 第4話  | 11月07日 |              | 水谷俊之 |
| 第5話  | 11月14日 |              | 鈴木浩介 |

| WOWOW 連続ドラマW枠                           | WOWOW 連続ドラマW枠                      | WOWOW 連続ドラマW枠                         |
| 前番組                                        | 番組名                                   | 次番組                                      |
| --------------------------------------------- | ---------------------------------------- | ------------------------------------------- |
| パンドラII 飢餓列島 （2010.4.18 - 2010.5.30） | マークスの山 （2010.10.17 - 2010.11.14） | 東野圭吾「幻夜」 （2010.11.21 - 2011.1.16） |